# Manuela Generali
Emanuela Generali, conocida como Manuela Generali (Lugano, Suiza, 1948), es una pintora suiza que reside en México desde 1978. Su trayectoria registra más de 15 exposiciones individuales y 160 colectivas, en distintos países. 

## Estudios
Estudió en el Saint John Cass College (1967-1968) y en la Wimbledon School of Arts (1968-1969), en Londres, Inglaterra.
Llegó a México en 1978, donde cursó la carrera de Artes Visuales (1979-1983) en la Escuela Nacional de Artes Plásticas, de la Universidad Nacional Autónoma de México (UNAM).

## Lugares de residencia
Durante la década de los setenta, viajó y vivió en Italia y Francia; en Líbano, donde se desempeñó como corresponsal de guerra; en Argentina y Perú; recorrió Yugoslavia, Bulgaria, Rumania y Turquía. En esos años, como integrante del Colectivo Cine Tercer Mundo, participó en la realización de diversos documentales en Asia, África y América Latina. También atestiguó algunos de los golpes de Estado de las naciones latinoamericanas. En 1978, llegó a México, donde vive desde entonces.

## Exposiciones
Desde 1979, su obra se ha exhibido en exposiciones individuales en México (Ciudad de México, Monterrey, Morelia) y Estados Unidos (Atlanta y Nueva York); y en exposiciones colectivas en China (Pekín), El Salvador (San Salvador), Estados Unidos (Coronado, California; San Antonio, Texas; y Washington D. C.), Canadá (Toronto), Francia (París), Brasil (Sao Paulo), España (Madrid), Ecuador (Cuenca), Kenia (Nairobi) y Suiza (Lugano).

### Exposiciones individuales
-   Umbrales, Galería Landucci Arte, Ciudad de México, 2008.
-   Vaivén, Museo de Arte Moderno, Ciudad de México, 2005.
-   Paintings, Naomi Silva Gallery, Atlanta, Georgia, Estados Unidos, 2002.

-   Desde el mar, Galería Landucci Arte, Ciudad de México, 2002.
-   Relatos del cuerpo azul, El Aire, Centro de Arte, Ciudad de México, 2000.
-   Lluvia oblicua, Galería Emma Molina, Monterrey, Nuevo León, México, 2000.
-   Al filo, Galería Landucci Arte, Ciudad de México, 1999.
-   Obra reciente, La Gloria, Ciudad de México, 1997.
-   Paisajes interiores, óleos y encáusticas, Galería de Arte Latinoamericano, Ciudad de México, 1997.
-   Kilómetros, Museo de Monterrey, Monterrey, Nuevo León, México, 1996.
-   Paisajes a la deriva, Museo de Arte Contemporáneo Alfredo Zalce, Morelia, Michoacán, México, 1994.
-   Rueca del cielo, Centro Cultural San Ángel, Ciudad de México, 1993.
-   Paisajes imaginarios, Colegio de Contadores Públicos de México, A.C.-Galería Futura, 1992.
-   Mujeres, Casa de las Brujas, Ciudad de México, 1989.
-   Tangos, Vorpal Gallery, Nueva York, Estados Unidos, 1988.
-   Obra reciente, Galería Rafael Matos, Ciudad de México, 1987.
-   Recent Painting, Vorpal Gallery, Nueva York, Estados Unidos, 1985.
-   Del lado de allá, del lado de acá, Museo de Arte Carrillo Gil, Ciudad de México, 1985.

#### Sobre el muralEl turno del ofendido
En 1981, cuando todavía era estudiante de la Escuela Nacional de Artes Plásticas, realizó, junto con Gustavo Aceves, el mural El turno del ofendido, en la biblioteca del Colegio de Ciencias y Humanidades (CCH) Naucalpan, de la UNAM, que hasta la fecha forma parte del patrimonio artístico del plantel.

#### SobreDel lado de allá, del lado de acá
En octubre de 1985 se inauguró su primera exposición individual, Del lado de allá, del lado de acá, en el Museo de Arte Carrillo Gil, en la Ciudad de México, que presentó varias telas de gran tamaño y algunos polípticos. 
En el catálogo de la exposición, la crítica de arte Raquel Tibol enmarcó la obra de Generali en las tendencias crítico-realistas y consideró que su pintura oscilaba “entre la crónica o el reportaje y una especie del lirismo romántico logrado con espontaneidad gestual y una memoria cuidadosamente selectiva”. Además, destacó que sus “figuras se ven sumergidas tras una superficie cromática desgarrada, discontinua”.

#### SobreVaivén
En 2005, presentó la exposición individual Vaivén, preparada ex profeso para el Museo de Arte Moderno de la Ciudad de México. Con el paisaje como protagonista, inspirada por un viaje a París, la autora se centró en un objeto y plasmó en 30 óleos un ir y venir de ideas, “donde el agua toma el papel central, al dar movimiento a los opuestos que hay en las piezas”. Algunas de las obras muestran imponentes barcos que parecen tener la intención de romper el lienzo, mientras el mar los cobija suavemente. Los colores fríos se combinan con ocres y dorados.
Según la opinión del crítico Erik Castillo, Generali encontró un motivo exacto para no estar ni en lo figurativo, ni en lo abstracto, ni de acuerdo con su generación, pues ella se afianza en el principio de indeterminación, uno de los mejores frutos de la cultura tardomoderna. A propósito de Vaivén, la artista consideró que su trabajo no es anecdótico, sino que se ubica en medio de un realismo con tintes figurativos que no desvela por completo la esencia de la obra.

## Lista de obra
Se enlistan algunas de sus obras, en función de la serie a la que pertenecen.

### Primeras obras
-   En bicicleta, políptico, óleo sobre tela, 200 x 300 cm, 1985.
-   Realidad fotogénica, óleo sobre tela, 120 x 180 cm, 1985.
-   Dal treno, óleo sobre tela, 120 x 180 cm, 1985.
-   Ticino, técnica mixta sobre tela, 120 x 100 cm, 1985.
-   … Y de piedra, óleo sobre tela, 120 x 100 cm, 1985.
-   … Estrecho, óleo sobre tela, 120 x 100 cm, 1985.
-   Vámonos con Pancho Villa, óleo sobre tela, 120 x 180 cm, 1985.
-   Rayuela, óleo sobre tela, 160 x 140 cm, 1984.
-   Autorretrato, técnica mixta sobre tela, 135 x 160 cm, 1984.
-   Exterior. Patio. Día, técnica mixta sobre tela, 160 x 140 cm, 1984.
-   Lluvia con sol, óleo sobre tela, 180 x 120 cm, 1984.
-   Carnaval, técnica mixta sobre tela, 180 x 140 cm, 1984.
-   In memoriam, técnica mixta sobre tela, 120 x 100 cm, 1984.
-   Nostalgia, óleo sobre tela, 180 x 180 cm, 1984.
-   Tatuaje negro, óleo sobre tela, 100 x 120 cm, 1984.
-   Al alba, técnica mixta sobre tela, 140 x 190 cm, 1983.
-   Digo es un decir, óleo sobre tela, 180 x 120 cm, 1983.
-   Fotografía de un hombre, óleo sobre tela, 180 x 120 cm, 1982
-   Vieja fotografía de un hombre, óleo sobre tela, 160 x 150 cm, 1982.
-   Perdonen la tristeza, óleo sobre tela, 180 x 120 cm, 1981.
-   El turno del ofendido, acrílico sobre tela, 400 x 120 cm, 1981, CCH Naucalpan.
-   En la calle, tinta sobre papel, 30 x 50 cm, 1977.

### Tango
-   De la serie Tango I, óleo sobre tela, 100 x 120 cm, 1988.
-   Tango I, óleo sobre tela, 100 x 120 cm, 1988.
-   Todo se sabe, óleo sobre tela, 150 x 120 cm, 1987.
-   Tango, óleo sobre tela, 150 x 120 cm, 1987.
-   Tango gris, óleo sobre tela, 150 x 120 cm, 1987.
-   Tangueando, óleo sobre tela, 150 x 120 cm, 1987.
-   El día que me quieras, óleo sobre tela, 150 x 120 cm, 1987.
-   Tallando el polvo, óleo sobre tela, 150 x 120 cm, 1987.
-   Los pachucos, óleo sobre tela, 160 x 190 cm, 1986.
-   Instante latino, óleo sobre tela, 130 x 150 cm, 1986.

### Agua
-   Rivera, serie Confluencia Papaloapan, óleo sobre lino, 130 x 170 cm, 2008.
-   Mangle, serie Confluencia Papaloapan, óleo sobre lino, 130 x 170 cm, 2008.
-   Río, serie Confluencia Papaloapan, óleo sobre lino, 130 x 170 cm, 2007.
-   Reflejos, serie Confluencia Papaloapan, óleo sobre lino, 130 x 170 cm, 2007.
-   Tres, serie Tlacotalpan, óleo sobre tela, 43 x 55 cm, 2007.
-   Paisaje bajo la lluvia, óleo sobre tela, 130 x 190 cm, 1999.
-   La ola II, óleo sobre tela, 140 x 270 cm, 1994.
-   La ola, óleo sobre tela, 140 x 270 cm, 1994.
-   Cascada, óleo sobre tela, 130 x 100 cm, 1993.
-   El nadador II, óleo sobre tela, 90 x 180 cm, 1992.
-   El nadador, óleo sobre tela, 70 x 90 cm, 1992.
-   El muelle, óleo sobre tela, 140 x 220 cm, 1992.
-   Marina, políptico, óleo sobre tela, 81 x 105 cm, 1992.
-   La mar estaba serena, óleo sobre tela, 150 x 240 cm, 1991.
-   El clavado, óleo sobre tela, 120 x 180 cm, 1989.
-   Eva, políptico, óleo sobre tela, 110 x 120 cm, 1989.
-   Due di due, óleo sobre tela, 100 x 120 cm, 1986.

### Interiores y bibliotecas
-   Sillón rojo, óleo sobre tela, 100 x 100 cm, 2000.
-   Jaina 29, óleo sobre tela, 190 x 130 cm, 1999.
-   Chaise Longue de Hans Castorp II, óleo sobre tela, 70 x 90 cm, 1999.
-   Cenicero, óleo sobre tela, 130 x 190 cm, 1999.
-   Biblioteca al rojo, óleo sobre tela, 100 x 100 cm, 1999.
-   Libro abierto, óleo sobre tela, 150 x 130 cm, 1999.
-   Biblioteca en llamas, óleo sobre tela, 122 x 100 cm, 1999.
-   A.J. Sabines, óleo sobre tela, 130 x 190 cm, 1999.
-   Hartos libros, óleo sobre tela, 122 x 100 cm, 1999.
-   La tela en blanco, óleo sobre tela, 40 x 122 cm, 1999.
-   Hotel Du Lac, óleo sobre tela, 40 x 122 cm, 1999.
-   Obstinados empecinamientos, óleo sobre tela, 130 x 190 cm, 1998.
-   La biblioteca de Axel, encáustica, 30 x 40 cm, 1998.
-   Trapeando, óleo sobre tela, 130 x 190 cm, 1995.
-   Galería, óleo sobre tela, 135 x 195 cm, 1994.
-   La pared, óleo sobre tela, 150 x 130 cm, 1993.

### Paisajes
-   Paisaje optimista, óleo sobre lino, 110 x 160 cm, 2010.
-   Norte, serie Confluencia Papaloapan, óleo sobre lino, 130 x 170 cm, 2007.
-   Cruzando el río, serie Tlacotalpan, óleo sobre tela, 37 x 50 cm, 2007.
-   Paisaje a la menta, óleo sobre tela, 110 x 180 cm, 2003.
-   Sed de lluvia, óleo sobre tela, 110 x 160 cm, 2003.
-   Desde el mar VIII, óleo sobre tela, 110 x 160 cm, 2003.
-   Desde el mar VI, óleo sobre tela, 110 x 160 cm, 2003.
-   Desde el mar V, óleo sobre tela, 110 x 160 cm, 2003.
-   Desde el mar II, óleo sobre tela, 110 x 160 cm, 2003.
-   Bahía, óleo sobre tela, 110 x 160 cm, 2002.
-   Desde la palapa II, óleo sobre tela, 110 x 160 cm, 2002.
-   Desde la palapa, óleo sobre tela, 110 x 160 cm, 2002.
-   Palmera, óleo sobre tela, 270 x 120 cm, 2002.
-   Addio Lugano bella, óleo sobre tela, 130 x 190 cm, 1999.
-   Hombre mirando al sur, óleo sobre tela, 110 x 200 cm, 1994.
-   Vientos huracanados, óleo sobre tela, 135 x 195 cm, 1994.
-   Aro de fuego, óleo sobre tela, 50 x 30 cm, 1989.
-   Vuelo barroco, óleo sobre tela, 120 x 150 cm, 1989.
-   Volcán, óleo sobre tela, 50 x 80 cm, 1988.

### Vaivén
-   Barco maya, óleo sobre tela, 130 x 180 cm, 2010.
-   Sin fin, óleo sobre tela, 130 x 180 cm, 2010.
-   Errantes, óleo sobre tela, 388 x 460 cm, 2009.
-   Granada, óleo sobre tela, 191 x 140 cm, 2005.
-   Coyuntura, óleo sobre tela, 185 x 160 cm, 2005.
-   Walhala, óleo sobre tela, 160 x 110 cm, 2004.
-   Argos, óleo sobre tela, 160 x 110 cm, 2004.
-   Macau, óleo sobre tela, 221 x 100 cm, 2004.
-   Saudade, óleo sobre tela, 169 x 110 cm, 2004.
-   Eje, óleo sobre tela, 190 x 140 cm, 2004.
-   Pilotes en la sombra, óleo sobre tela, 130 x 150 cm, 2004.
-   Pilote y reflejo, óleo sobre tela, 150 x 130 cm, 2004.
-   Algo se mueve, óleo sobre tela, 150 x 130 cm, 2004.
-   Desliz, óleo sobre tela, 147 x 98 cm, 2003.
-   Compás, óleo sobre lino, 147 x 96 cm, 2003.
-   White Star VI, óleo sobre tela, 90 x 70 cm, 1999.
-   White Star II, óleo sobre tela, 70 x 90 cm, 1999.
-   White Star, óleo sobre tela, 100 x 120 cm, 1999.
-   Sin iceberg, óleo sobre tela, 120 x 180 cm, 1997.

### Umbrales
-   Autorretrato pintando, óleo sobre tela, 190 x 135 cm, 2010.
-   Shanghai baby, acrílico sobre tela, 140 x 190 cm, 2009.
-   La capital, técnica mixta, 140 x 190 cm, 2009.
-   Lugano mítico, técnica mixta, 110 x 160 cm, 2008.
-   Insomnio, técnica mixta, 110 x 160 cm, 2008.
-   Polanco, técnica mixta, 110 x 160 cm, 2008.
-   Ciudad de la esperanza, técnica mixta, 110 x 160 cm, 2008.
-   Ciudad de la furia, acrílico sobre tela, 110 x 180 cm, 2008.
-   Buenas noches, técnica mixta, 110 x 160 cm, 2008.
-   ¿Dónde está Wally?, óleo sobre tela, 140 x 235 cm, 2008.
-   Piso 22, técnica mixta, 110 x 160 cm, 2008.
-   Torre Latinoamericana, acrílico sobre tela, 135 x 190 cm, 2007.
-   Cacao, técnica mixta, 170 x 200 cm, 2007.
-   Mathurin, acrílico sobre tela, 143 x 94 cm, 2007.
-   Looking for love, acrílico sobre tela, 138 x 93 cm, 2007.
-   Jull, acrílico sobre tela, 190 x 135 cm, 2007.
-   Gesto, acrílico sobre tela, 190 x 135 cm, 2007.
-   El canto de la sirena, óleo sobre tela, 135 x 190 cm, 2006.

## Obras en colecciones
Varias obras de Manuela Generali forman parte de diversas colecciones de instituciones públicas y privadas, en México, Suiza y Mónaco.
-   Museo de Arte Moderno, Ciudad de México.
-  Instituto Nacional de Bellas Artes, Ciudad de México.
-   Museo de Monterrey, Colección FEMSA, Nuevo León, México.[11]
-   Fundación BBVA Bancomer, Ciudad de México.[12]
-   Banco Santander, Ciudad de México.
-   Banco de México, Ciudad de México.
-   Banca dello Stato, Lugano, Suiza
-   Banca Unione di Credito, Lugano, Suiza
-   Banque du Gothard, Mónaco.

## Premios y reconocimientos
-  Tutoría del programa Jóvenes Creadores, del Fondo Nacional para la Cultura y las Artes, 2009-2011.
-  Residencia de dos meses, proyecto Confluencia Papaloapan, Tlacotalpan, Veracruz, 2008.
-  Beca del Sistema Nacional de Creadores de Arte, México, 2007-2010.
-  Residencia de tres meses, Taller K18, París, Francia, 2003.
-  Mención honorífica en la XI Bienal de Pintura Rufino Tamayo, México, 2002.
-  Mención en el Salón de Octubre del Gran Premio Omnilife, 2001.
-  Beca del Sistema Nacional de Creadores de Arte, México, 1997-2000.
-  Mención honorífica en la categoría de pintura en la Segunda Bienal Monterrey, Nuevo León, México. La obra fue seleccionada para una exposición colectiva en España y Francia, 1996.[13]
-  Beca del Sistema Nacional de Creadores de Arte, México, 1993-1996.
-  Mención a la participación mexicana en la III Bienal de Pintura de Cuenca, Ecuador, 1991.
-  Premio de adquisición en el Salón Nacional de Pintura, Galería del Auditorio Nacional, INBA, México, 1989.
-  Premio de adquisición en el Salón Nacional de Pintura, Museo del Palacio de Bellas Artes, INBA, México, 1983.[14]